# Ideal de tipo linear
Os ideais de tipo linear são amplamente estudados na álgebra comutativa com os anéis de polinômios e sua conexão direta com as álgebra de Rees por conta de sua definição. 

## Definição
Definição (Ideal de tipo linear) Seja {\displaystyle F=\{f_{1},\dots ,f_{r}\}\subset k[x_{1},\dots ,x_{n}]=R}e {\displaystyle I=(F)}. Considere a aplicação
{\displaystyle {\begin{matrix}\varphi :&R[y_{1},\dots ,y_{r}]&\longrightarrow &R[f_{1}t,\dots ,f_{r}t]\\&y_{i}&\mapsto &f_{i}t\\&a\in R&\mapsto &a\end{matrix}}}
Então {\displaystyle I}é dito de tipo linear quando os geradores do {\displaystyle \ker(\varphi )}tem grau {\displaystyle 1} nas variáveis {\displaystyle y_{i}}.

## Ideais de tipo linear gerados por monômios de grau 2 e álgebra linear
Seja {\displaystyle F=\{X^{\alpha _{1}},\dots ,X^{\alpha _{n}}\}\subset k[x_{1},\dots ,x_{n}]}com {\displaystyle \alpha _{i}=(\alpha _{i1},\dots ,\alpha _{in})\in \mathbb {Z} _{+}^{n}}e {\displaystyle X^{\alpha _{i}}=x_{1}^{\alpha _{i1}}x_{2}^{\alpha _{i2}}\cdots x_{n}^{\alpha _{in}}}então a matriz {\displaystyle A_{F}=[\alpha _{1}|\alpha _{2}|\dots |\alpha _{n}]}é chamada de matriz-log. 
Exemplo: Note que  para {\displaystyle F=\{xy,yz,xz\}\subset k[x,y,z]}, temos {\displaystyle A_{F}={\begin{pmatrix}1&1&0\\0&1&1\\1&0&1\end{pmatrix}}}é a matriz-log do conjunto {\displaystyle F}.
Proposição: Seja {\displaystyle F\subset k[x_{1},\dots ,x_{n}]} conjunto finito de monômios de grau 2 sem fator comum próprio então {\displaystyle \det(A_{F})\neq 0}se, e somente se, {\displaystyle (F)}é ideal de tipo linear.